# Acemya acuticornis
Acemya acuticornis är en tvåvingeart som först beskrevs av Johann Wilhelm Meigen 1824.  Acemya acuticornis ingår i släktet Acemya och familjen parasitflugor. Arten är reproducerande i Sverige. Inga underarter finns listade i Catalogue of Life.